# 韓国・台湾クラブチャンピオンシップ
韓国・台湾クラブチャンピオンシップ（かんこく・たいわんクラブチャンピオンシップ、KBO-CPBL Club Championship、한국-대만 클럽 챔피언십、中韓冠軍賽）は、2010年に開催された、韓国シリーズ（韓国野球委員会）優勝チームと台湾シリーズ（中華職業棒球大聯盟）優勝チームが対戦する野球の国際試合である。

## 概要
アジア地区のプロ野球優勝チームが対戦する国際試合として2005年に発足したアジアシリーズだったが、資金難やスポンサーの問題などで2008年を最後に休止。2009年は代替試合として日本シリーズ優勝チームと韓国シリーズ優勝チームによる日韓クラブチャンピオンシップが実施された。
2010年、台湾を開催地とするアジアシリーズの復活が検討されたが、日程問題などにより見送られた後、2010年は日韓クラブチャンピオンシップと本大会が開催されることとなった。なお、大会名の仮名称は『韓国-台湾チャンピオン決定戦』であり、NPB公式サイトでは「CPBL-KBOクラブチャンピオンシップ」と表記している。
なお、2011年にアジアシリーズが2011年に台湾で復活開催されることが決定したことにより、本大会は1回限りでの開催で終わった。

## 2010年

### 概要
- 試合数：2試合
- 賞金総額：1000万台湾ドル
  - 勝利チーム（2連勝）：800万台湾ドル
  - 敗戦チーム（2連敗）：200万台湾ドル
  - 引き分け（両チーム1勝1敗）：500万台湾ドル
- 出場チーム
  - 兄弟エレファンツ（台湾シリーズ優勝）
  - SKワイバーンズ（韓国シリーズ優勝）
- 開催日：11月4日・11月5日
- 球場:台中インターコンチネンタルスタジアム

なお、審判員は日本野球機構（NPB）所属の審判員が務める。

### 試合結果
第1試合
|                  | 1 | 2 | 3 | 4 | 5 | 6 | 7 | 8 | 9  | R | H | E |
| ---------------- | - | - | - | - | - | - | - | - | -- | - | - | - |
| SKワイバーンズ   | 0 | 1 | 1 | 0 | 0 | 0 | 0 | 0 | 0  | 2 | 8 | 0 |
| 兄弟エレファンツ | 0 | 1 | 0 | 0 | 0 | 0 | 0 | 0 | 2X | 3 | 6 | 0 |

1. 勝利：カルロス・カスティーヨ（1勝）
2. 敗戦：宋恩範（1敗）
3. 本塁打
SK：李昊俊（1号）
4. - 観衆 4,486人 時間 2時間54分　
  - 審判 球審=有隅昭二

第2試合
|                          | 1 | 2 | 3 | 4 | 5 | 6 | 7 | 8 | 9 | R | H | E |
| ------------------------ | - | - | - | - | - | - | - | - | - | - | - | - |
| 兄弟エレファンツ（兄弟） | 0 | 0 | 0 | 0 | 0 | 0 | 0 | 2 | 0 | 2 | 7 | 2 |
| SKワイバーンズ（SK）     | 0 | 0 | 0 | 0 | 0 | 2 | 3 | 0 | X | 5 | 8 | 2 |

1. 勝利：門倉健（1勝）
2. セーブ：李承浩（1S）
3. 敗戦：ジム・マグレーン（1敗）
4. - 観衆 7,688人 時間 3時間19分　
  - 審判 球審=栄村孝康

総合成績
両チーム1勝1敗により引き分け。